# Rémy Vogel
Rémy Vogel, často uváděný i jako Rémi Vogel, (26. listopadu 1960 Štrasburk – 17. října 2016 Štrasburk) byl francouzský fotbalový obránce.

## Fotbalová kariéra
Ve francouzské lize hrál za RC Strasbourg Alsace a AS Monaco. V letech 1985-1987 byl kapitánem RC Strasbourg Alsace. Nastoupil celkem v 277 ligových utkáních a dal 7 gólů. V roce 1979 získal francouzský titul s RC Strasbourg Alsace a v roce 1988 s AS Monaco. V Poháru mistrů evropských zemí nastoupil ve 3 utkáních, v Poháru vítězů pohárů nastoupil ve 2 utkáních a v Poháru UEFA ve 1 utkání. Za francouzskou reprezentaci nastoupil v roce 1987 v kvalifikačním utkání mistrovství Evropy proti Sovětskému svazu v Moskvě.

## Ligová bilance
| Ročník          | Zápasy | Góly | Klub                 |
| --------------- | ------ | ---- | -------------------- |
| Ligue 1 1978/79 | 4      | 0    | RC Strasbourg Alsace |
| Ligue 1 1979/80 | 2      | 0    | RC Strasbourg Alsace |
| Ligue 1 1980/81 | 34     | 0    | RC Strasbourg Alsace |
| Ligue 1 1981/82 | 38     | 1    | RC Strasbourg Alsace |
| Ligue 1 1982/83 | 32     | 3    | RC Strasbourg Alsace |
| Ligue 1 1983/84 | 28     | 1    | RC Strasbourg Alsace |
| Ligue 1 1984/85 | 37     | 0    | RC Strasbourg Alsace |
| Ligue 1 1985/86 | 32     | 2    | RC Strasbourg Alsace |
| Ligue 2 1986/87 | 27     | 0    | RC Strasbourg Alsace |
| Ligue 1 1987/88 | 34     | 0    | AS Monaco            |
| Ligue 1 1988/89 | 21     | 0    | AS Monaco            |
| Ligue 1 1988/89 | 15     | 0    | AS Monaco            |
| CELKEM Ligue 1  | 277    | 7    |                      |
| CELKEM Ligue 2  | 27     | 0    |                      |